# Strabala acuminata
Strabala acuminata är en skalbaggsart som beskrevs av Blake 1953. Strabala acuminata ingår i släktet Strabala och familjen bladbaggar. Utöver nominatformen finns också underarten S. a. acuminata.